# John Paul Edwards
John Paul Edwards (5. června 1884 Minnesota – 1968 Oakland) byl americký fotograf a člen umělecké skupiny f/64.

## Životopis
Narodil se v Minnesotě 5. června 1884 a v roce 1902 se přestěhoval do Kalifornie. Není známo, jak se začal zajímat o fotografii, ale na počátku dvacátých let byl členem Oakland Camera Club, San Francisco Photographic Society a Pictorial Photographers of America. Jeho rané fotografie byly v piktorialistickém stylu, ale na konci dvacátých let jej změnil na čistě přímý fotografický styl.
Někdy kolem roku 1930 potkal Willarda Van Dykeho a Edwarda Westona. Během dvou let se stali dobrými přáteli a v roce 1932 byl Edwards pozván jako zakládající člen skupiny f/64, spolu s Westonem, Van Dykem, Anselem Adamsem, Imogen Cunninghamovou, Soňou Noskowiak a Henrym Swiftem. Zúčastnil se pilotní výstavy skupiny f/64 v muzeu MH de Young Memorial, kde vystavil svých devět snímků lodí, kotevních řetězů a zemědělských vozů.
Fotografoval ještě mnoho let poté, co se skupina f/64 rozpustila v roce 1935, ale nezískal žádnou slávu jako řada jiných členů skupiny. V roce 1967 daroval se svou manželkou sbírku fotografií muzeu v Oaklandu. V roce 1968 zemřel v Kalifornii v Oaklandu.

## Galerie

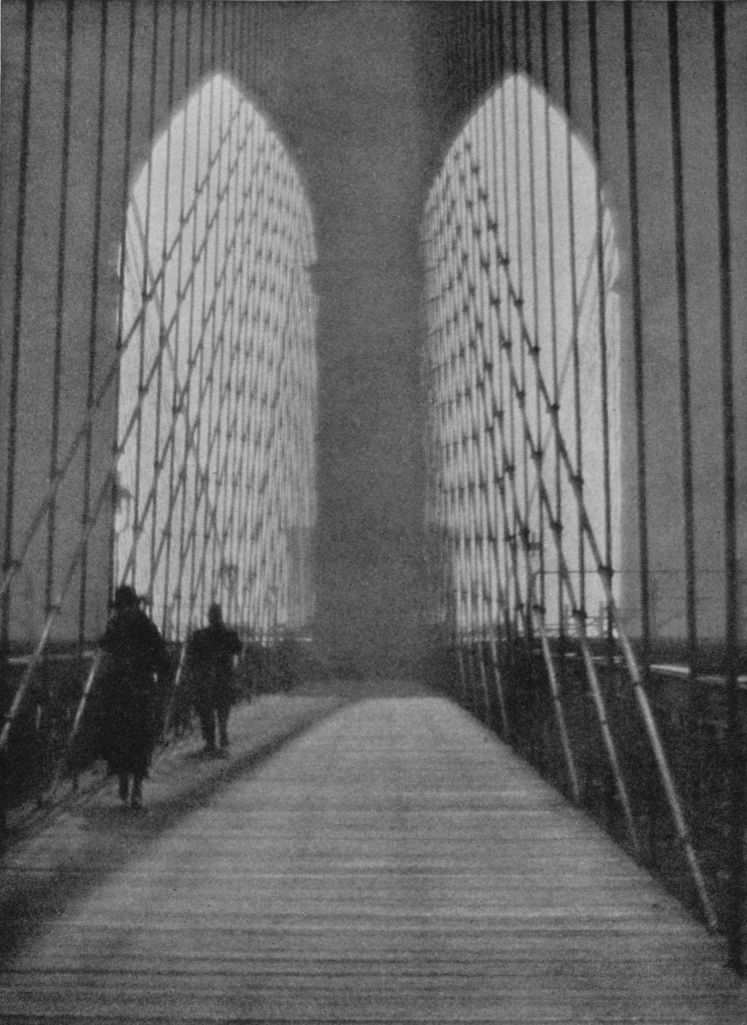
The Bridge, Sacramento, Kalifornie, 1921
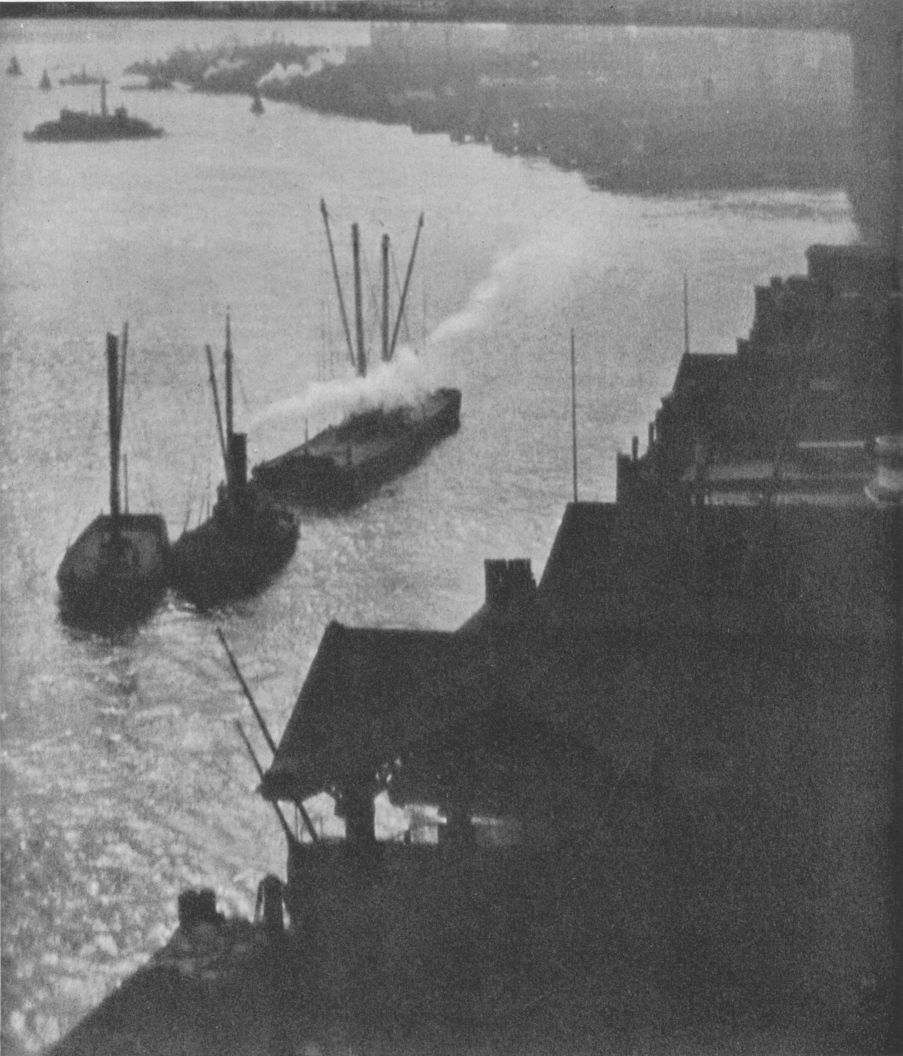
Boats in the East River, pravděpodobně New York City, 1922